# La La Love
A La La Love (magyarul: Sze-sze-szerelem) Ívi Adámu ciprusi énekesnő dala, amely Ciprust képviselte a 2012-es Eurovíziós Dalfesztiválon Bakuban.

## Az Eurovíziós Dalfesztivál előtt
A dal a 2012. január 25-én megrendezett ciprusi nemzeti döntőben nyerte el az indulás jogát. A döntőben a nézők és a szakmai zsűri szavazatai alapján választották ki a győztes dalt. A három jelölt dal közül, a La La Love elsöprő győzelmet aratott, mind a zsűritől, mind a nézőktől a maximális 12 pontot begyűjtve.
| # | Dal                     | (zene / szöveg)                                                          | Pontszám | Helyezés |
| - | ----------------------- | ------------------------------------------------------------------------ | -------- | -------- |
| 1 | "Call the Police"       | Lene Dissing, Jakob Glæsner, Mikko Tamminen                              | 8        | 3        |
| 2 | "La La Love"            | Alex Papaconstantinou, Björn Djupström, Alexandra Zakka, Viktor Svensson | 12       | 1        |
| 3 | "You Don't Belong Here" | Niklas Jarl, Alexander Schold, Sharon Vaugh                              | 10       | 2        |

| # | Dal                     | (zene / szöveg)                                                          | Pontszám | Helyezés |
| - | ----------------------- | ------------------------------------------------------------------------ | -------- | -------- |
| 1 | "Call the Police"       | Lene Dissing, Jakob Glæsner, Mikko Tamminen                              | 10       | 2        |
| 2 | "La La Love"            | Alex Papaconstantinou, Björn Djupström, Alexandra Zakka, Viktor Svensson | 12       | 1        |
| 3 | "You Don't Belong Here" | Niklas Jarl, Alexander Schold, Sharon Vaugh                              | 8        | 3        |

## Az Eurovíziós Dalversenyen
Az Eurovíziós Dalfesztiválon a dalt először a május 22-én rendezett első elődöntőben adták elő, a fellépési sorrendben tizenkettedikként a San Marino-i Valentina Monetta The Social Network Song című dala után, és a dán Soluna Samay Should’ve Known Better című dala előtt. Az elődöntőben 91 ponttal a hetedik helyen végzett, így továbbjutott a döntőbe.
A dalt a május 26-án rendezett döntőben a fellépési sorrendben nyolcadikként adták elő, az izlandi Gréta Salóme és Jónsi Never Forget című dala után és a francia Anggun Echo (You and I) című dala előtt. A szavazás során 65 pontot kapott, mely a 16. helyet helyet jelentette a 26 fős mezőnyben. (Ez volt Ciprus legjobb eredménye a 2004-es isztambuli verseny óta, ahol Lisa Andreas a döntőben ötödik lett.) A maximális 12 pontot két országtól, Görögországtól és Svédországtól kapta meg.
A következő ciprusi induló Despina Olympiou volt An me thimasai című dalával a 2013-as Eurovíziós Dalfesztiválon.

## Videoklip
A dalhoz videoklip is készült, mely a Hófehérke és az Alice Csodaországban történetét dolgozza fel.

## Külső hivatkozások
- Dalszöveg
- YouTube videó: A La La Love című dal előadása a ciprusi nemzeti döntőben